# Pallavolo ai Giochi della XXX Olimpiade - Qualificazioni al torneo maschile (CSV)
Le qualificazioni sudamericane di pallavolo maschile ai Giochi della XXX Olimpiade si sono svolte dall'11 al 13 maggio 2012 ad Adrogué, in Argentina. Al torneo hanno partecipato 4 squadre nazionali sudamericane e la vittoria finale è andata all'Argentina, che si è qualificata ai Giochi della XXX Olimpiade.

## Squadre partecipanti
- Argentina
- Cile
- Colombia
- Venezuela

## Classifica finale
| Classifica | Squadre   | Qualificazione             |
| ---------- | --------- | -------------------------- |
| 1          | Argentina | Giochi della XXX Olimpiade |
| 2          | Venezuela |                            |
| 3          | Colombia  |                            |
| 4          | Cina      |                            |